# Mononc' Serge
Mononc' Serge est le nom d'artiste de l'auteur-compositeur-interprète québécois Serge Robert, né en 1970 à LaSalle (Montréal). 
Actif depuis le début des années 1990, il est d'abord reconnu en tant que bassiste des Colocs, avant de continuer quelque temps sa carrière à la radio CIBL. Il produit ensuite plus d'une dizaine d'albums en solo, dans les styles les plus divers, dont trois (L'Académie du massacre, Musique barbare et Métal canadien-français) en collaboration avec le groupe metal Anonymus. On le remarque surtout pour ses textes incisifs et son attitude explosive sur scène. Ses chansons sont teintées d'un humour irrévérencieux et il n'hésite pas, dans ses œuvres, à se moquer de personnalités publiques du Québec et d'ailleurs. Artiste prolifique, Mononc' Serge totalise aujourd'hui 12 albums studio, deux albums où il réinterprète d'anciennes chansons, 3 DVD sur lesquels on peut le voir en spectacle et une multitude de clips. La quasi-totalité de l'œuvre de Mononc' Serge est en français.

## Biographie

### Origine du pseudonyme
Attablé dans un restaurant montréalais avec ses comparses des Colocs, Serge Robert commande des patates pilées alors que les autres Colocs commandent des patates frites. Un des membres du groupe dit alors: «Ça fait dont ben Mononc ça !». Le surnom "Mononc' Serge" est né.

### Début de carrière: Les Colocs et les projets parallèles
Mononc' Serge commence sa carrière avec le groupe Les Colocs en 1990. Il est recruté par le groupe à la suite de la publication d'une petite annonce dans le magazine Voir pour former un groupe de rock'nroll francophone ou se joindre à un groupe déjà existant. Il prend le rôle de bassiste et contrebassiste et commence dès lors à s'affirmer en tant qu'auteur avec la pièce Je chante comme une casserole. Il contribue au premier album éponyme des Colocs qui sort en 1993. L'album connaît un vif succès. Mononc' Serge quitte le groupe en décembre 1995 pour se consacrer à sa carrière solo, peu après la sortie du deuxième album, Atrocetomique.
En 1993, il forme le groupe Les Quarts de Rouge avec Patrick Esposito Di Napoli et Yves Desrosiers. Le trio interprète un répertoire de chansons fantaisistes, notamment des pièces de Nino Ferrer, de Boby Lapointe et de Jacques Dutronc. Le groupe fait partie de la programmation des FrancoFolies de Montréal en 1993 et en 1994.
À la suite du décès de Patrick Esposito Di Napoli en 1994, Serge Robert et Yves Desrosiers créent le duo Les Blaireaux et poursuivent dans la même veine. Ils donnent de nombreux spectacles dans les petites salles montréalaises de 1995 à 1997,,.

### De 1996 à 2003
En novembre 1996, Serge Robert présente le Mononc' Show, le premier spectacle complet dans lequel il propose ses propres chansons. Il adopte définitivement le pseudonyme "Mononc' Serge". À partir de mai 1997, il présente des chroniques de chanson d'actualité à la station de radio communautaire CIBL. Il en tire l'album Mononc' Serge chante 97. Le chanteur récidive deux fois plutôt qu'une en 1998 avec les albums Mourir pour le Canada (sur lequel on retrouve grosso modo les chansons du Mononc' Show) et Mononc' Serge chante 98 (tiré des chroniques de chanson d'actualité présentées au cours de l'année).
En 2000, l'ex-Colocs met sur le marché le CD 13 tounes trash. Il commence à s'imposer sur la scène underground grâce à la chanson punk Marijuana. Le virage trash se confirme avec la sortie de Mon voyage au Canada (2001).
De 1998 à 2003, Mononc' Serge présente des spectacles seul sur scène ou accompagné de musiciens parmi lesquels on compte principalement Olivier Langevin (guitare), Dominique Lanoie (guitare), François Lalonde (batterie), Michel Dufour (batterie), Richard Dallaire (batterie), Pascal Gingras (batterie) et Pierre-Luc Laflamme (alias Peter Paul, guitare).

### Mononc' Serge et Anonymus
En 2001, Mononc' Serge et le groupe métal Anonymus collaborent pour la première fois à l'occasion du festival Polliwog. L'oncle et le groupe poursuivent leur collaboration qui mène à la parution de l'album L'Académie du massacre en novembre 2003. Le CD est composé de 5 pièces inédites et de 9 reprises de chansons de Mononc' Serge. L'album s'est écoulé à ce jour à plus de 20 000 exemplaires. Il s'agit du plus grand succès commercial tant de Mononc' Serge que du groupe Anonymus. Le dernier concert en salle de la tournée a fait l'objet d'une captation parue en format DVD sous le titre La Pâques satanique de Mononc' Serge et Anonymus.
En novembre 2008, Mononc Serge et Anonymus se remettent à leur commun succès et font paraître l'album Musique barbare. La tournée qui s'ensuit donne lieu à plus d'une centaine de spectacles, dont un bon nombre en Europe francophone. Le DVD "Final Bâton" enregistré en décembre 2010 et paru en mars 2011 témoigne de cette période. À l'été 2023, une réunion est organisée pour fêter les 20 ans du projet. Le collectif tourne dans plusieurs grands festivals au Québec. Les artistes sortent ensuite un album en fin d'année 2024, Métal canadien-français.

### Le Sarge Jazz Band et les Accommodements Raisonnables
Après sa première tournée avec Anonymus, Mononc' Serge lance l'album Serge Blanc d'Amérique en mars 2006. Il entreprend une nouvelle tournée avec le Sarge Jazz Band, composé de Michel Dufour à la batterie, David Valentine à la basse et Peter Paul à la guitare. Au paroxysme de la crise des accommodements raisonnables au Québec, Mononc' Serge rebaptise son groupe Les Accommodements Raisonnables, cette fois avec Marc-André Brazeau à la batterie. C'est au cours de cette période qu'est enregistré l'album live Pestak (qui comprend aussi un DVD) qui paraît février 2008.

### Depuis 2011
Après la deuxième tournée avec Anonymus, Mononc' Serge lance un album rock (Ça, c'est d'la femme!, déc. 2011) et un album acoustique (Pourquoi Mononc' Serge joues-tu du rock'n'roll?, mai 2013). Ses principaux collaborateurs sont toujours Peter Paul (guitare) et David Valentine (basse) auxquels s'adjoignent maintenant Ugo Di Vito (batterie) et Raphaël D'Amours (guitare).  

## Collaborations
En 2000, sur l'album Le Plancher des vaches de Fred Fortin, il collabore comme musicien et chanteur sur la pièce Gaspard. Cette collaboration s'inverse sur l'album Serge blanc d'Amérique (2006) de Mononc' Serge, Fred Fortin assurant la narration de la pièce éponyme Fred.
En 2014, il collabore avec les nantais Andréas et Nicolas pour leur album Singe du futur sur la chanson En Abitibi.
Le 13 octobre 2018, Mononc' Serge fait la première partie du passage à l'Olympia du groupe nantais Ultra Vomit. Il est donc présent sur l'album L'Olymputaindepia (Verycords) paru en 2019 ainsi que sur le DVD de la captation de ce "gala de rock'n'roll".

## Vidéographie

### Vidéoclips
- 1998: Le bad trip du siècle
- 1999: Rachel
- 2001: Marijuana
- 2002: Saskatchewan
- 2002: Mon voyage au Canada, un film d'introduction au spectacle (2002-2003)
- 2003: Hommage à Bryan Adams, les grands succès de Bryan Adams
- 2004: Les patates (Mononc' Serge et Anonymus)
- 2004: L'âge de bière (Mononc' Serge et Anonymus)
- 2005: Les portes de l'enfer (Mononc' Serge et Anonymus)
- 2006: Requiem pour la marde
- 2006: Hitler Robert
- 2007: Je chante pour les morons
- 2008: Pas pire (Mononc' Serge et Anonymus)
- 2008: Sous-Marin Brun (Mononc' Serge et Anonymus)
- 2009: Woodstock En Beauce (Mononc' Serge et Anonymus)
- 2009: Le Rejet (Mononc' Serge et Anonymus)
- 2010: Chaque salope cherche un gros cave et chaque gros cave cherche une salope (Mononc' Serge et Anonymus)
- 2012: Signe s'es boules
- 2012: Le Joual
- 2013: La maladie du préjugé
- 2013: L'homme qui ne voulait plus vivre
- 2014: Les cochons
- 2016: Les fêtes en enfer (Mononc' Serge  & Anonymus)
- 2017: Mon droit à l'incohérence